# ペンゴ
『ペンゴ』（Pengo）は、1982年9月にリリースされた、セガ販売のアーケードゲーム。また、その主人公キャラクターの名前。コアランドテクノロジー開発とされている。携帯電話など各種プラットフォームに移植されている。

## 作品解説
赤い体に緑色のくちばしと手足を持つペンギンのペンゴを操り、敵キャラクターであるスノービーを全滅させることが目的のアクションパズル。画面にはアイスブロック（以下、氷と呼称）が迷路状に配置されており（この配置はいくつかのパターンからラウンド開始時にランダムに決められる）、この氷でスノービーを押し潰すのが主な倒し方である。ペンゴはスノービーに触れるとミスとなる。
氷の前でボタンを押すと、氷のさらに向こう側に氷や外壁が隣接していなければ、他の氷か壁にぶつかるまで氷を押し飛ばす。飛ばした氷にスノービーが当たると押し潰すことができ、まとめてスノービーを潰すと高得点となる（1匹で400点、2匹で1600点、3匹で3200点、4匹で6400点）。また、向こう側に氷や外壁のある（飛ばすことのできない）氷の前でボタンを押すと、氷を破壊することができる（30点）。ただし、スノービーが封じられた氷は破壊しても無得点。また、ダイヤモンドブロック（後述）は破壊できない。
外壁に向かってボタンを押すと壁が揺れ、壁に接触していたスノービーは一定時間しびれてしまう。ただし、ラウンドが重なるにつれてスノービーがしびれるまでのタイムラグが上がるため、壁を揺らしても間に合わずにスノービーに接触されるミスに陥りやすくなる。しびれている間に触れると捕獲することも可能（100点）。

## ボーナス

### ダイヤモンドブロック
各ラウンドに三つ、ダイヤモンドブロックという名の破壊できない特殊ブロックがある。これを一列に並べるとボーナスが10,000点入る（壁沿いに並べた場合は5,000点、ダイヤブロックが一つだけ壁に触れるように並べた場合は10,000点）。さらにボーナス点加算直後に画面内のスノービーが全てしびれた状態になり捕獲可能となる。ボーナスが入るのは一面ごとに一度だけで、ダイヤモンドブロックを再度並べ直しても何も起こらない。

### ラウンドクリア
面クリア時に、クリアまでに掛かった時間で決定されるボーナス点が加算される。
- 0-19秒：5,000点
- 20-29秒：2,000点
- 30-39秒：1000点
- 40-49秒：500点
- 50-59秒：10点
- 1分以上：ノーボーナス

## スノービーの行動パターン
- ラウンド開始時、スノービーにはペンゴを追いかけ回す個体と、ペンゴとは無関係に動き回る個体が並存する。外見上はまったく同じ。
- 何かとプレイヤーの裏をかく行動をとる（氷をスタンバイして待ち伏せるとプレイヤーと縦軸もしくは横軸を合わせない、外壁を揺らして気絶させようとすると内側から接近してくる等）。
- スノービーは特定の氷に封じられた卵から孵化してくる。画面内に常に一定数（1面 - 4面は3匹、それ以降は4匹）のスノービーがいるようになっており、倒されるたびに卵から孵化する。孵化中のスノービーには当たり判定はなく、触れてもミスにはならないが潰すこともできない。卵が封じられた氷を破壊すると、卵ごと破壊できる（500点）。卵の封じられた氷は外見上は他の氷と変わらないが、ラウンド開始時や孵化時に点滅する。
- スノービーもペンゴ同様、氷を破壊する（押すことはない）。ただし、卵が配置されている氷を崩すことはない。ペンゴが立ち止まって氷を崩すのに対して、スノービーは氷に重なって崩しながら移動する。氷を崩している間は移動速度が落ちる。
- 押し飛ばされた氷の軌道上にいるスノービーは、なぜか立ち止まる。しかし中には、氷から逃げるように、とんでもない速度で移動するものもいる。
- 孵化から一定の時間が経過すると、スノービーには手のようなものが生え、氷を崩す速度が上昇する。
- 残り2匹（高次ラウンドは3匹）となってからBGMが一巡するとBGMのテンポが速くなりサドンデスモード[2]が発動する。これは、全てのスノービーに手が生え、移動速度が上昇するというもの。
- ラウンド開始からおよそ2分が経過するか残り1匹になってからおよそ10秒が経過すると、効果音とともにスノービーに足が生え、画面の四隅のどこかにダッシュで向かい、そこでしぼんで消滅する。これは永久パターン防止のためである。同様の手法は、ナムコの『ディグダグ』シリーズでも採用されていた。なお、向った通路にダイヤモンドブロックが存在する場合はその手前、孵化前にダイヤモンドブロックと壁で囲むなどして逃走が不可能な状態の場合はその場で消滅する。

## ラウンド構成
1周全16面。全体で4つのレベルに分けられる。
- 1-4面：卵は8個（1-2面のみ6個）。スノービーの移動速度はペンゴより遅い。
- 5-8面：卵は8個。移動速度はペンゴとほぼ同じ。
- 9-12面：卵は10個。移動速度はペンゴより速い。氷の破壊を優先するようになる。
- 13-16面：卵は12個。移動速度はペンゴよりかなり速い。

偶数面をクリアすると、ナムコの『パックマン』のようなコーヒーブレイクデモがある。8面クリア後のデモでは、6羽のペンギンがタイトーの『スペースインベーダー』のカニ型・Crabのような動作をする。
16面をクリアすると1面に戻る。「表記が17面で実質1面」ではなく、表記も「1面」である。ラウンド表記は基板によって「ACT」のものと「RD（ROUND）」のものがあった。
最高得点は655,350点。これを超えると、カウンターストップはせずに0点に戻る。

## 音楽について
日本国内向け製品のラウンド中のBGMには、ガーション・キングスレイの『ポップコーン』が使用されている。インストラクションカードにはJASRACのシールが貼付されており、正規の許諾を得ていることを示している。また、前述のコーヒーブレイクデモでは、いわゆる第九が使われている。
なお、海外版や一部の移植版では別の曲が使用されている。

## 隠しコマンド
アトラクトモードで、1Pと2Pの上レバーとボタンを押しながら、1Pのスタートボタンを押すと、制作スタッフの名前が表示される。タイトーの『リターン・オブ・ザ・インベーダー』 (1985年) にも同様の隠しコマンドがあり、うち2名は共通の名前である。

## バグ
偶発的なバグが発生する。前項で述べたボーナス直後のスノービーのしびれ状態が発生しない個体があったり、スノービーを潰した氷またはダイヤモンドブロックが消滅したり（当然ボーナスは取れなくなる）など。時には完全にフリーズしてゲームを続けられなくなることもある。
バグのいくつかは、アトラクトデモで再現されている。
- スノービーがペンゴをすり抜ける
- ペンゴが揺らした外壁に触れても、しびれないスノービー
- 氷にほとんどつぶされそうになっているのに、つぶれていないスノービー
- ペンゴが氷を飛ばすのと、その氷をスノービーが破壊するのが同時だった場合、氷は飛ぶが、氷が元あった場所でも破壊アニメーションが発生する

など。
また、卵の入ったブロックを押し飛ばして移動中に孵化するようにすると、孵化したスノービーは動かなくなってしまう。

## 関連作品

### 移植作品
- LSIポータブルゲーム FL ペンゴ（バンダイ/1983年）
蛍光表示管を使った電子ゲーム。
- LCDゲームデジタル ペンゴ（バンダイ/1983年）
液晶画面の電子ゲーム。アーケード版とはゲームシステムが異なり、プレイヤーキャラはフィールド内を移動出来ず、外周を回ってアイスブロックを敵に投げつける内容となっている。
- ペンゴ（セガ/1990年10月06日）
ゲームギアのロンチタイトルの1本としてリリース。BGMはアーケード版と同様に許諾を得ており「ポップコーン」が流れる。画面レイアウトがやや異なるがアーケード版を忠実に移植。
- 忍空外伝 ヒロユキ大活劇（セガ/1995年11月3日）
ゲームギア用。アニメ『NINKU -忍空-』のゲーム化だがゲームシステムとしては本作を流用している。おならで敵の動きを止める操作が追加されている。
- ぺぺんがPENGO（セガ/1995年12月22日）
メガドライブ用。『サージカルストライク』と共にセガ最後のメガドライブ用ソフトとなった[4]。出荷本数が少なくプレミア化しており、2018年の報告では中古ソフトが10万円ものプレミア価格で取引されていた[4]。
オリジナルモードとアーケードモードが遊べる。アーケードモードではフィールドが一画面では収まらずに、縦にスクロールする仕様で、BGMもポップコーンではなくオリジナルのものに差し替えられている。また、プレイヤーキャラが「PENTO（デッドコピーの「PENTA」のプレイヤーキャラ名）」と表記されており、誤ってコピー基板を移植してしまったとも言われている[誰によって?]。
リメイク版はオリジナル版と異なり、氷の結晶を地面において氷塊になるのを待つ必要があるため、オリジナル版とは全く異なった戦略が求められる。氷塊の飛ぶ方向を変えるパネル、一定時間氷を作れなくしたりパッド操作を逆にするアイテムなど、逆転を生み出すギミックやアイテムも特徴。対戦モードでは最大4人がプレイ可能[4]。
2009年8月4日よりWiiのバーチャルコンソールで配信開始。
- SEGA AGES/メモリアルセレクションVOL.1（セガ/1997年2月28日）
セガサターン用。ヘッドオン、アップンダウン、フリッキーと同時収録。
- セガ メモリアルセレクション〜SEGA PCコレクション〜（セガ/2000年7月14日）
Windows 95 / Windows 98用。ファンタジーゾーン・フリッキーと同時収録で、USB接続のゲームパッドが同梱されている。2004年6月18日に廉価版がメディアカイトの遊遊シリーズ「遊遊 セガメモリアルセレクション」として発売された（ゲームパッド同梱はなし）。
- ポケットボーイシリーズ/ペンゴ（ハシートップイン/2009年）
ミニサイズのLSIゲーム。
- ゲーセンラブ。 〜プラス ペンゴ!〜（トライアングル・サービス/2012年9月20日稼動開始）
オムニバスゲーム集に『ペンゴ!』として収録。最大4人同時プレイ可能で、対戦要素も加わった[5]。
2010年に開発を発表[6]、数度のロケテスト[7]を経て、ALL.Net P-ras MULTI Ver.2用配信タイトルとして稼動開始。
2014年4月24日にXbox 360版が、2019年8月22日にはNintendo Switch版がメビウスより、それぞれ発売された[8]。
- ペンゴ!オンライン（トライアングル・サービス/2020年7月17日稼動開始）
『ゲーセンラブ。 〜プラス ペンゴ!〜』の『ペンゴ!』のみを抜粋し、最大8人同時プレイ可能・オンラインプレイ対応とした移植版[9]。ALL.Net P-ras MULTI Ver.3用配信タイトルとして稼動[10]。

### キャラクター使用作品
- セガサターンで発見!!たまごっちパーク（バンダイ/1998年1月29日）
セガサターン用。ペンゴをモチーフにしたたまごっち「ぺんごっち」が登場。
- セガガガ（セガ/2001年3月29日）
ドリームキャスト用。アニメーション内にペンゴが登場。ただし、ほんの数秒程度である。

### その他
- セガが1987年に発表したバスケットゲーム『ダンクショット』では、試合の合間にペンゴがコートに登場し、デモンストレーションを見せてくれる。
- カプコンから発表された『ワンダー3』という作品に『ドンプル』というゲームがあり、基本システムはペンゴとほぼ同一である。
- 同時期に発売された多くのアーケードゲーム同様、このゲームにも不正なコピーを行った基板、海賊版の基板が存在する。タイトル画面にセガのロゴがないものや、タイトルが「PENTA」となっているものなどが知られている。
- キワコから1983年に発売された『ミスタージャン』は、ペンゴと類似したゲームだが、氷の代わりに麻雀牌を使い、動かした麻雀牌で麻雀の和了形を完成させるのがクリア条件となっている。

## スタッフ

### アーケード版
- DIRECTED BY : こでら のぶお (NOBUO KODERA)
- PROGRAMED BY : 中隈 章 (AKIRA NAKAKUMA)
- DESIGNED BY : えぎ しんじ (SHINJI EGI)
- いわね つとむ (TSUTOMU IWANE)